# 佐藤茂行
佐藤 茂行（さとう しげゆき、1931年（昭和6年）- ）は、日本の経済学者。経済学博士（北海道大学）。北海道大学名誉教授。元北海道武蔵女子短期大学学長。北海道常呂郡端野町生まれ。恩師は新川士郎。

## 来歴
1957年北海道大学経済学部卒業。1962年北海道大学大学院経済学研究科修了。同年、北海道立総合経済研究所（北海道庁研究機関）研究員。1967年北海学園大学経済学部講師。1970年北海道大学経済学部助教授。その後、同経済学部教授。1995年北海道大学停年退官。同名誉教授。北海道武蔵女子短期大学経済学科教授。2001年北海道武蔵女子短期大学学長。2005年北海道武蔵女子短期大学退職。同名誉教授

## 研究領域
経済学史や社会思想史を専門とし、特に社会経済思想の国際的波及を研究する。

## 著書
- 『プルードン研究 : 相互主義と経済学』（木鐸社、1975年）
- 『イデオロギーと神話 : パレートの社会科学論』（木鐸社、1993年）
- ハイエク著、佐藤訳『科学による反革命 : 理性の濫用』（木鐸社、1979年初版・2004年新装版）